# Pseudospatha tanganyicensis
Pseudospatha tanganyicensis es una especie de molusco bivalvo  de la familia Unionidae.

## Distribución geográfica
Se encuentra en Burundi República Democrática del Congo Tanzania y Zambia.

## Hábitat
Su hábitat natural son: lagos de agua dulce.